# Lancia Ardea

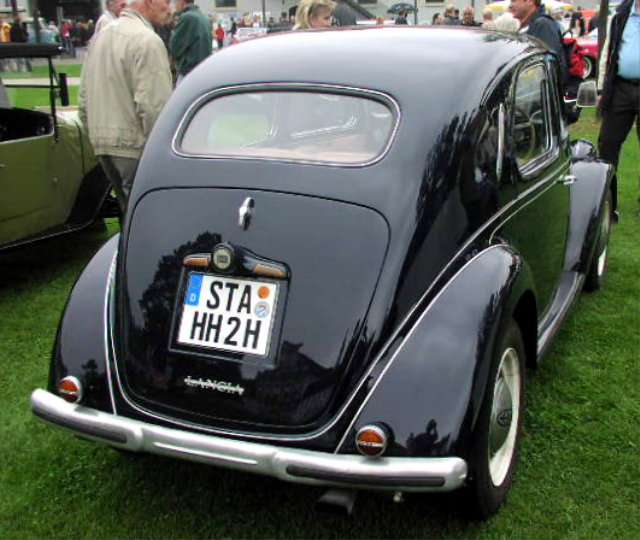
Heckansicht

Der Lancia Ardea ist ein Automobil des Herstellers Lancia und wurde von Herbst 1939 bis Anfang 1953 in einer Stückzahl von 23.000 produziert.
Neben der Limousine und dem Cabriolet gab es das Fahrzeug auch in einer Langversion als Taxi und in den Nutzfahrzeugvarianten „Furgoncini“ (Kombi) und „Camioncini“ (Pick-up).
Im Herbst 1948 gab es mit dem Panoramica ein Coupé von Zagato auf Ardea-Basis. Der Name Ardea geht auf den gleichnamigen Ort zurück. Preislich war der Ardea über dem Konkurrenzprodukt Fiat 1100 angesiedelt. Im Frühjahr 1953 wurde das Nachfolgemodell Lancia Appia vorgestellt.
Der Ardea wurde in vier Serien produziert:
- 1. Serie: Herbst 1939 bis Mitte 1940
- 2. Serie: Sommer 1945 bis Herbst 1948
- 3. Serie: Herbst 1948 bis Mitte 1949
- 4. Serie: Mitte 1949 bis Anfang 1953

## Interessantes
Italien hatte zwischen 1924 und 1926 von Linksverkehr auf Rechtsverkehr umgestellt, trotzdem produzierte Lancia das Modell Ardea als Rechtslenker für Italien. Insgesamt gab es die Ardea in vier Serien, ab der zweiten Serie gab es ein 12-Volt-Bordnetz, ab der dritten ein 5-Gang-Getriebe und ab der vierten einen neuen Motorblock aus Aluminium.

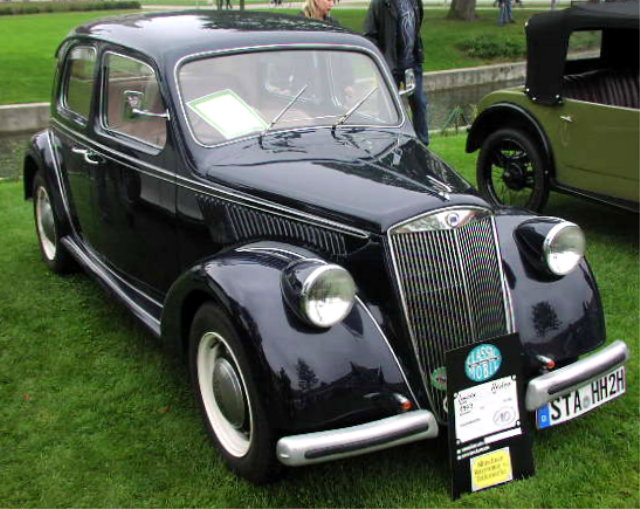
Lancia Ardea Berlina (1949–1953)